# Kleiner Distel-Stängelrüssler

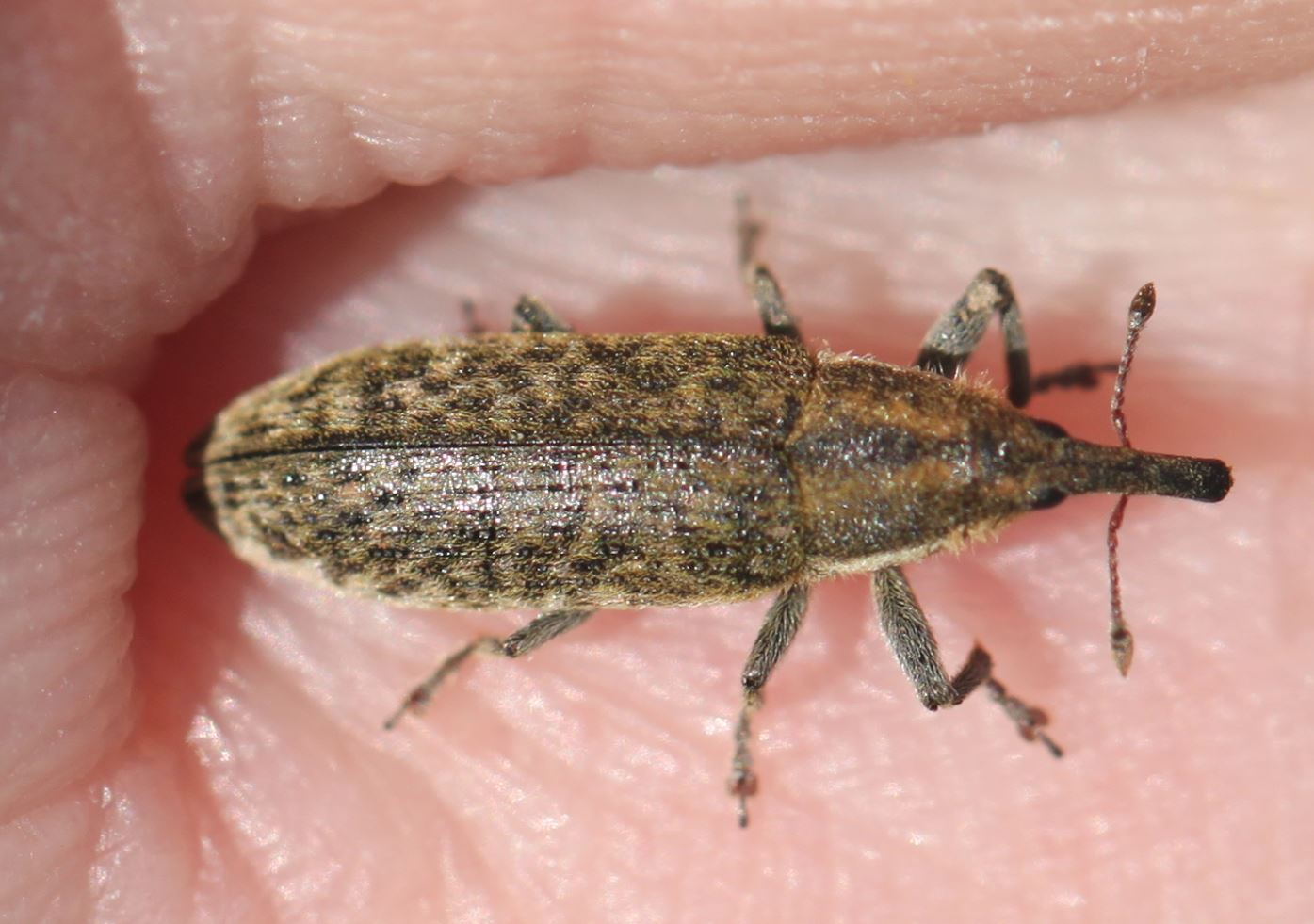
Dorsalansicht

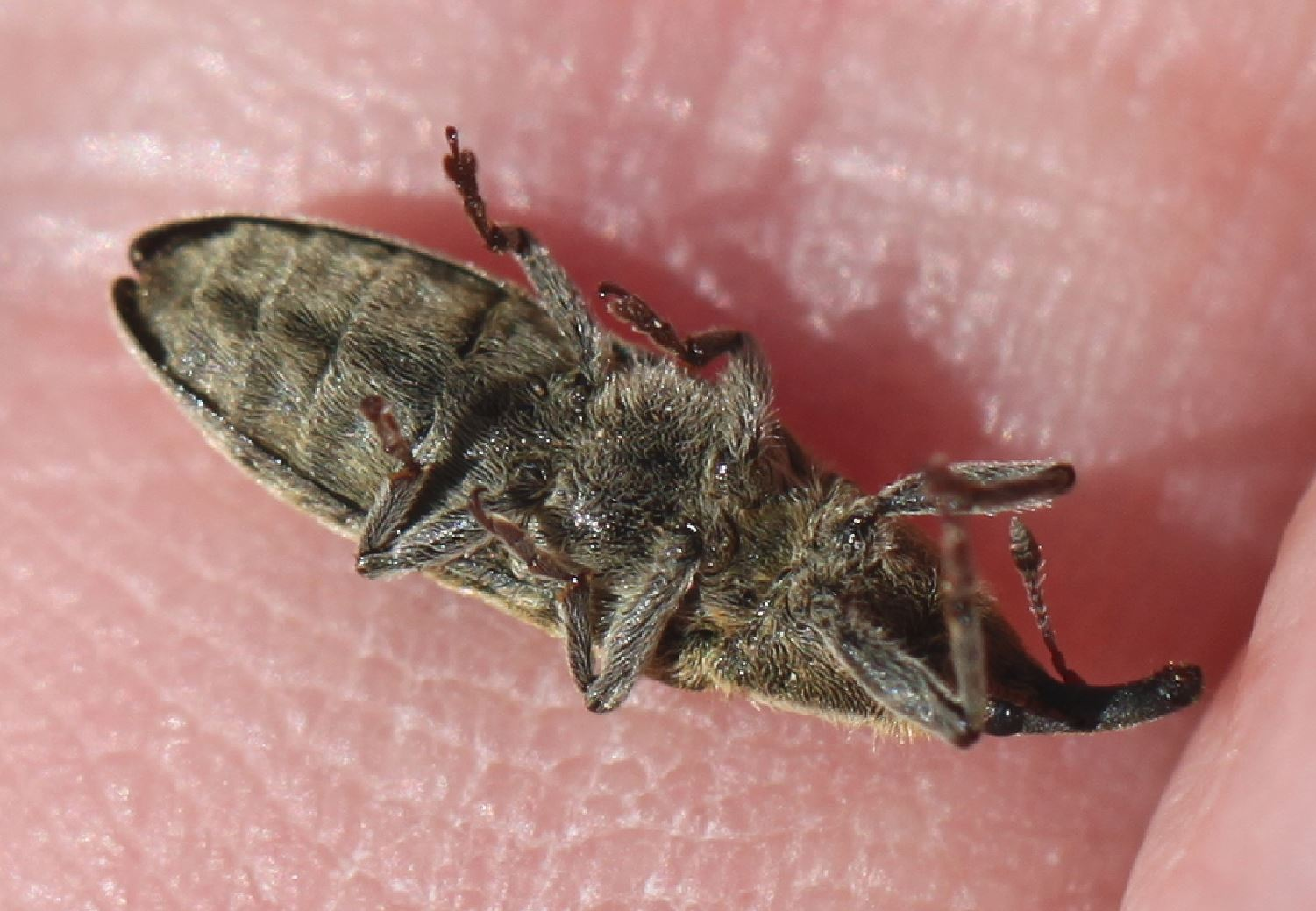
Ventralansicht

Der Kleine Distel-Stängelrüssler oder Zweifarbige Distelrüssler (Lixus filiformis) ist ein Käfer aus der Familie der Rüsselkäfer (Curculionidae).

## Merkmale
Die langgestreckten schlanken Käfer weisen Längen zwischen 4 und 9,5 Millimeter auf. Ihr dunkelbraun bis schwarzer Körper ist mit feinen gelben Härchen bedeckt. Der Halsschild ist fein und dicht punktiert. Die Flügeldecken sind schwach marmoriert behaart.

## Verbreitung
Die Art ist in Europa weit verbreitet. Ihr Vorkommen reicht im Norden bis nach Südschweden und England. Im Süden erstreckt sich das Verbreitungsgebiet über den gesamten Mittelmeerraum (Nordafrika, Naher Osten). Des Weiteren ist die Art auf Madeira und auf den Kanarischen Inseln vertreten. In Mitteleuropa kommt die Art hauptsächlich in Wärmegebieten vor und ist gebietsweise sehr selten.

## Lebensweise
Die Käfer erscheinen ab April. Man beobachtet sie bis in den Juni. Nach der Paarung werden jeweils mehrere Eier an den Stängeln der Wirtspflanzen abgelegt. Zu den Wirtspflanzen zählen verschiedene Ringdisteln (darunter die Krause Ringdistel (Carduus crispus), die Nickende Distel (Carduus nutans) und Carduus pycnocephalus), die Acker-Kratzdistel (Cirsium arvense) und die Gewöhnliche Kratzdistel (Cirsium vulgare) sowie die Mariendistel (Silybum marianum). Die Larve entwickelt sich im Stängel, die Verpuppung findet gewöhnlich im Wurzelhals statt. Die univoltine Käferart bildet eine Generation pro Jahr.

## Gefährdung
Die Art gilt in Deutschland als ungefährdet.

## Taxonomie
Die Art wurde 1781 von Johann Christian Fabricius als Curculio filiformis Fabricius, 1781, wissenschaftlich beschrieben. Neben dieser Bezeichnung finden sich in der Literatur folgende Synonyme:
- Curculio bardanae Panzer, 1794 nec Fabricius, 1787
- Lixus constrictus Boheman, 1835
- Curculio elongatus Goeze, 1777 nec Fabricius, 1775